# Romocsfalva
Romocsfalva, Romocsafalva, ukrán nyelven Ромочевиця, falu Ukrajnában, Kárpátalján, a Munkácsi járásban.

## Fekvése
Munkácstól délkeletre, Beregkisalmás szomszédjában fekvő település.

## Története
Romocsfalva a trianoni békeszerződés előtt Bereg vármegye Munkácsi járásához tartozott.
1910-ben 391 lakosából 35 magyar, 6 német, 350 ruszin volt. Ebből 383 görögkatolikus, 6 izraelita volt.